# 김재우 (1991년)
김재우(金在佑, 1991년 10월 22일 ~ )는 KBO 리그 전 한화 이글스의 외야수이다.

## 출신학교
- 온양온천초등학교
- 온양중학교
- 북일고등학교